# 安娜·貝爾納普
安娜·貝爾納普（英語：Anna Belknap，1972年5月22日—）出生于美国缅因州的達馬瑞斯寇達，是一個美國女演員。她最著名的角色就是在CSI犯罪現場：紐約飾演琳賽·夢露。

## 個人資料
安娜畢業於缅因州紐卡司徒（英語：Newcastle）的林肯學院（英語：Lincoln Academy）, 在佛蒙特州的密多貝瑞大學（英語：Middlebury College）取得學士學位, 並在美國戲劇專科學校（英語：American Conservatory Theater）取得表演碩士的學位.
安娜嫁給了艾瑞克·西格爾（英語：Eric Siegel）, 一個任職於 Rude Mechanicals 影劇公司的同事. 目前育有兩個小孩, 女兒凱西（英語：Cassie，2007年1月14日出生）以及兒子喬治（英語：George，2009年2月6日出生），兩次懷孕正好都是拍攝CSI犯罪現場：紐約的期間，第一胎時劇組安排安娜的角色琳賽·夢露在辦案過程中被眼鏡蛇咬傷，因而減少出鏡機會；第二胎則讓琳賽在劇中也懷孕，並安插琳賽回老家待產的情節。

### 演藝生涯
安娜在第二季的第三集"Zoo York"加入CSI犯罪現場：紐約, 角色是從Bozeman, Montana來的琳賽·夢露, 她在其中飾演一個初級探員而且顯然對團隊中的丹尼·麥瑟有興趣.
安娜在電視螢光幕上出現的角色包含影集"Medical Investigation", CBS的"The Handler", 並在"Deadline"中重複出現過幾次, 還有客串演出"Law & Order", "Law & Order: Special Victims Unit", "The Comeback," "The Jury," "Trinity" , "Homicide: Life on the Street", 以及CBS的"Without a Trace"與"The Education of Max Bickford".
電影方面, 安娜在"Alchemy"中出現並且首次擔綱演出獨立製片電影"The Reality Trap".
舞台劇方面包含在紐約-Second Stage Theatre劇場演出的外百老匯音樂劇作品"Metamorphoses", 另外還有在 Mark Taper Forum, Globe Theater, Huntington Theatre, Westport Country Playhouse 以及 Williamstown Theater Festival擔任各種角色.
她同時是紐約 Rude Mechanicals 影劇公司的會員之一。

### 得獎
安娜是2002年 San Diego Theater Critics Circle Craig Noel Award for Outstanding Performance 的受獎者, 得獎作品是在Globe Theater的威廉·莎士比亚作品伯里克利中飾演"Marina".

### 影劇作品
| 影劇                              | 角色           | 年度      |
| --------------------------------- | -------------- | --------- |
| CSI犯罪現場：紐約                 | 琳賽·夢露      | 2005-2013 |
| 失蹤現場                          | Paige Hobson   | 2005      |
| The Comeback                      | Sara Peterman  | 2005      |
| Alchemy                           | Marissa        | 2005      |
| 醫霧調查醫學調查                  | Eva Rossi      | 2004–2005 |
| The Reality Trap                  | Tracy          | 2005      |
| The Jury                          | Karen Linney   | 2004      |
| The Handler                       | Lily           | 2003–2004 |
| The Education of Max Bickford     | Mimi Askew     | 2001      |
| Law & Order: Special Victims Unit | Sarah Kimmel   | 2001      |
| Deadline                          | Chase          | 2000–2001 |
| Trinity                           | Woman          | 1999      |
| Law & Order                       | Jessica Buehl  | 1999      |
| Homicide: Life on the Street      | Julia Pfeiffer | 1996      |